# Rokitowiec (Dolina Jałowiecka)

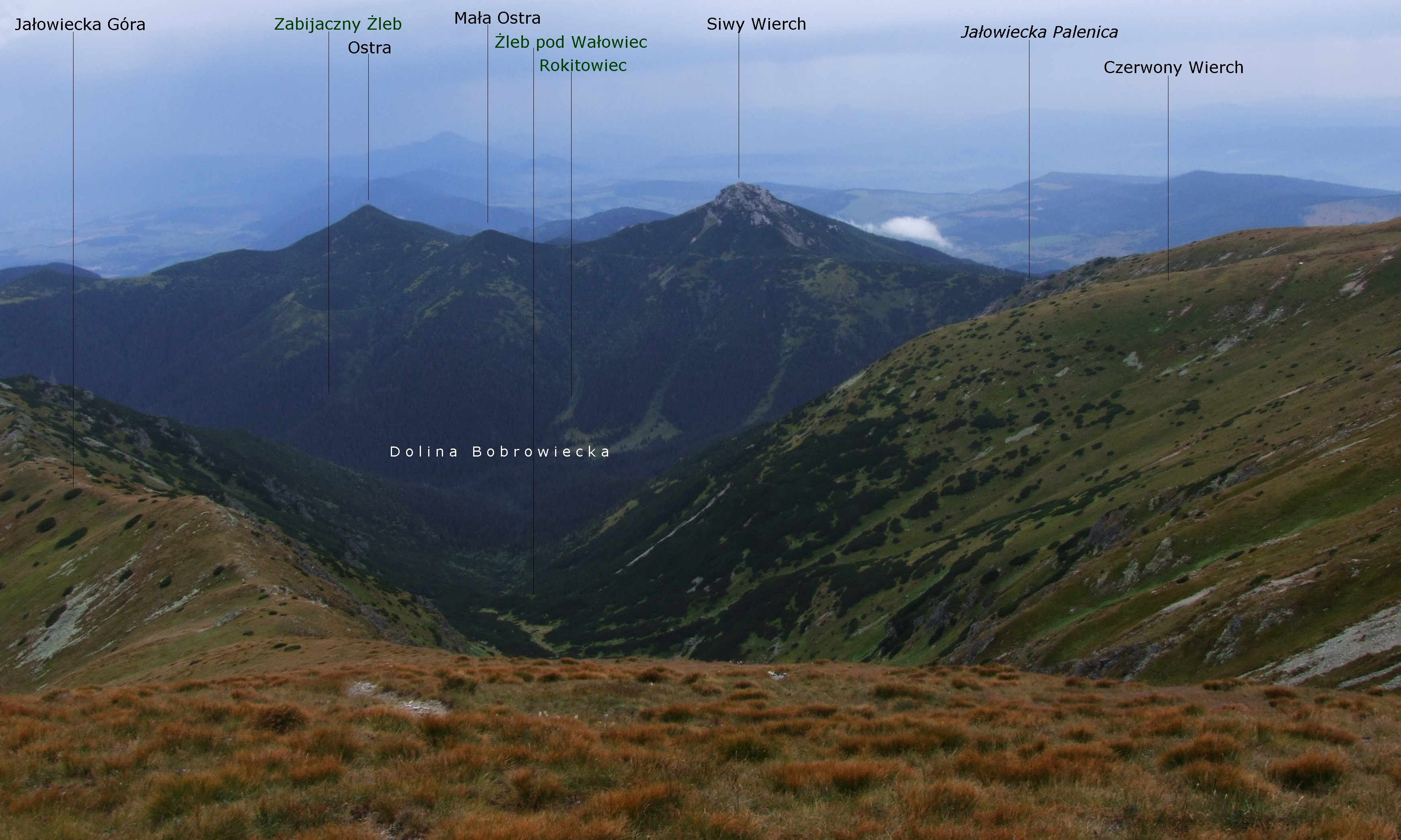
Widok z Małego Salatyna

Rokitowiec lub Rokitowy Żleb (słow. Rakytovec) – żleb w słowackich Tatrach Zachodnich, w orograficznie prawych zboczach Doliny Bobrowieckiej Liptowskiej, w bocznej grani odchodzącej od Siwego Wierchu w południowym kierunku. W górnej części żleb rozwidla się na 2 ramiona: jedno podchodzi pod grań pomiędzy Siwym Wierchem (1805 m) a przełęczą Siwa Przehyba (1650 m), drugie pod Siwą Przehybę. Wylot żlebu znajduje się nieco poniżej Bobrowieckiej Polany. Żlebem tym spływa niewielki potok uchodzący do Potoku z Polany, a zimą schodzą nim lawiny.